# Gambito Blackmar-Diemer
|       |       |       |       |       |       |       |       |       |  |
|       | a8 rd | b8 nd | c8 bd | d8 qd | e8 kd | f8 bd | g8 nd | h8 rd |  |
| a7 pd | b7 pd | c7 pd | d7    | e7 pd | f7 pd | g7 pd | h7 pd |       |  |
| a6    | b6    | c6    | d6    | e6    | f6    | g6    | h6    |       |  |
| a5    | b5    | c5    | d5 pd | e5    | f5    | g5    | h5    |       |  |
| a4    | b4    | c4    | d4 pl | e4 pl | f4    | g4    | h4    |       |  |
| a3    | b3    | c3    | d3    | e3    | f3    | g3    | h3    |       |  |
| a2 pl | b2 pl | c2 pl | d2    | e2    | f2 pl | g2 pl | h2 pl |       |  |
| a1 rl | b1 nl | c1 bl | d1 ql | e1 kl | f1 bl | g1 nl | h1 rl |       |  |
|       |       |       |       |       |       |       |       |       |  |

El Gambito Blackmar-Diemer (BDG) (ECO C00) es una apertura de ajedrez que resulta de las jugadas: 1.d4 d5 2.e4.
Aquí las blancas entregan el peón 'e' y pretenden seguir con Cc3 y f2-f3, generalmente en el cuarto movimiento. Las blancas obtienen un tempo y una columna f semiabierta a cambio de un peón y, como ocurre con la mayoría de los gambitos, las blancas apuntan a lograr un desarrollo rápido y un posicionamiento activo de sus piezas para construir rápidamente un ataque a costa de la táctica. empeñar. Es uno de los pocos gambitos disponibles para las blancas después de 1.d4.
Es un gambito de uso minoritario y según la mayoría de teóricos del ajedrez, dudoso; es por ello que su uso se restringe a partidas de blitz.

## Historia
El gambito Blackmar-Diemer surgió como un desarrollo del gambito Blackmar anterior, llamado así por Armand Blackmar, un jugador de Nueva Orleans relativamente poco conocido de finales del siglo XIX que popularizó sus movimientos característicos (1.d4 d5 2.e4 dxe4 3.f3) y fue el primer jugador en publicar análisis de la apertura. La popularidad del Blackmar original, sin embargo, duró poco, ya que básicamente no era sólido, lo que permitió a las negras asegurar una posición superior después del inmediato 3.f3 de las blancas con 3...e5!. En 1889, a Ignatz von Popiel se le ocurrió la idea de 3.Cc3, aunque su idea principal era encontrar 3...Cf6 con 4.Ag5 (en lugar del más habitual 4.f3) y proporcionó un análisis del "contragambito Lemberger" (3.Cc3 e5).
La forma moderna y evolucionada de esta táctica le debe mucho al maestro alemán Emil Josef Diemer (1908-1990), quien popularizó la continuación 3.Cc3 Cf6 y luego 4.f3 (cuando 4...e5? es ineficaz porque 5.dxe5 golpea el caballo de las negras, y después de 5...Dxd1+ 6.Rxd1 el caballo tiene que retirarse a d7 o g8). La posición resultante después de 3...Cf6 4.f3 refleja la línea principal de la táctica aceptada, aunque son posibles otras respuestas negras en la tercera jugada. Después de muchos años de análisis, Diemer escribió un libro sobre la apertura a fines de la década de 1950, titulado Vom Ersten Zug An Auf Matt! (¡Hacia el mate desde el primer movimiento!), Con la mayor parte del análisis publicado dedicado al gambito Ryder (y la celada Halosar asociada), un sacrificio de doble peón caracterizado por las jugadas 4... exf3 5.Dxf3.

## Evaluación
Esta apertura se considera agresiva, pero su solidez sigue siendo objeto de mucho debate tanto dentro como fuera del tablero de ajedrez. El modo de árbol de apertura de ChessOK enumera al Blackmar-Diemer con un 49% de victorias para las blancas, un 34% de victorias para las negras y un 17% de empates. Rechazados por muchos maestros por un lado, y acogidos con entusiasmo por muchos aficionados por el otro, muchos consideran que las negras tienen buenas posibilidades de defender con éxito y convertir el peón extra en el final, mientras que la teoría sugiere que las negras tienen muchas formas de igualar. Como resultado, esta apertura casi nunca se ve en el juego de alto nivel, pero goza de cierta popularidad entre los jugadores de club. Algunos jugadores titulados, incluido el MI Gary Lane, consideran que la apertura es adecuada a nivel de clubes y para jugadores jóvenes y en mejora. Por otro lado, Sam Collins (en su libro Understanding the Chess Openings) señaló la tendencia de algunos fanáticos del Blackmar-Diemer de tratar de jugar esta apertura en cada juego, limitando así su experiencia de ajedrez, y concluyó: "Nadie que juega buen ajedrez juega esta línea, y nadie que juegue buen ajedrez lo hará jamás".  Otras citas despectivas incluyen "jugar el Gambito Blackmar-Diemer es como comprar una lápida" (Andrew Martin) y "convencer a un partidario del BDG de que no es sólido, es como intentar convencer a un niño de que no existe Santa Claus". (Kevin Denny). Como resultado de la intensa controversia en torno a la apertura, gran parte de la literatura sobre la apertura carece de objetividad.
El GM Boris Avrukh ha escrito que la apertura "puede que no sea del todo correcta", pero advirtió que "estaba sorprendido de cuán potente podría llegar a ser la iniciativa de las blancas". Aunque no pudo refutar completamente la apertura y consideró que las negras enfrentaban una tarea defensiva nada trivial, sintió que con un juego correcto las negras podrían emerger con buenas oportunidades. El GM Joe Gallagher escribió que había "notado una tendencia común entre los analistas del Blackmar-Diemer; una vez que no hay ataque y la posición parece bastante equilibrada, tienden a evaluar el juego como =, olvidando el hecho de que tienen un peón menos". Gallagher pensó que el gambito Hübsch, estrechamente relacionado, daba un juego igual, pero que el Blackmar-Diemer proporcionaba "realmente una compensación insuficiente" y había "varias áreas en las que las negras podían luchar por la ventaja". Sin embargo, advirtió que "las inexactitudes pueden ser castigadas rápidamente" en el Blackmar-Diemer.

## Variantes principales
Aunque las blancas pueden transponer desde la escandinava (1.e4 d5) con 2.d4, es fácil para las negras rechazar la apertura en el segundo movimiento con 2...e6 (que conduce a una defensa francesa) o 2...c6 (que conduce a una defensa Caro-Kann), aunque hacerlo no elimina la habilidad de las blancas de transponer a aperturas alternativas como el gambito Diemer-Duhm (2...e6 3.c4) o el gambito Alapin-Diemer (2...e6 3.Be3), o por ejemplo 2... c6 3.Cc3 dxe4 4.f3 o 4.Ac4 con la intención de 5.f3.

## Línea principal
Después de 1.d4 d5 2.e4 dxe4 3.Cc3 Cf6 4.f3 exf3 5.Cxf3, las negras tienen seis opciones principales:
- Defensa Gunderam: 5...Af5
- Defensa Teichmann: 5...Ag4
- Defensa Euwe: 5...e6
- Defensa Bogoljubov: 5...g6
- Defensa Ziegler: 5...c6
- Gambito Ryder: 5.Qxf3

## Alternativas de cuarto movimiento para las negras
- Defensa O'Kelly: 4...c6
- Defensa de Viena: 4...Af5
- Defensa Langeheinicke: 4 ... e3

## Alternativas de tercer movimiento para las negras
- Contragambito de Lemberger: 3...e5
- 3...f5

## Ideas de gambito relacionadas
Dado que las negras pueden eludir al BDG de varias maneras, los adherentes al BDG han desarrollado tácticas relacionadas:
- 1.d4 d5 2.e4 c6 (la defensa Caro-Kann) 3.Cc3 dxe4 4.f3 fue inventada por Philip Stuart Milner-Barry en 1932 y 4.Ac4 Cf6 (o Af5) 5.f3 por Heinrich Von Hennig en 1920 y por lo tanto son más antiguos que la idea de Diemer.
- 1.d4 d5 2.e4 e6 (la defensa francesa) 3.Ae3 es el gambito Alapin-Diemer; a veces, las blancas juegan el típico f2–f3 un poco más tarde.
- 1.d4 d5 2.e4 e6 3.Cc3 dxe4 4.f3 y 3...Cf6 4.Ag5 dxe4 5.f3 son muy raras.
- 1.d4 d5 2.e4 e6 3.Cc3 Ab4 4.a3 Bxc3 + 5.bxc3 dxe4 6.f3 es el gambito Winckelmann-Reimer.
- 1.d4 d5 2.e4 Cc6 (la defensa Nimzowitsch) 3.Cc3 dxe4 4.d5 puede ir seguido de 5.f3 o 5.f4.
- 1.d4 Cf6 2.f3 d5 (c5 puede llevar a una especie de defensa Benoni) 3.e4 dxe4 4.Cc3 simplemente se transpone.
- 1.d4 Cf6 2.Cc3 d5 3.e4 Cxe4 se llama gambito Hübsch.
- 1.d4 d5 2.Cc3 Af5 3.e4 dxe4 4.g4 Ag6 5.Qe2!? gambito de Torning
- 1.d4 f5 2.e4 (el Gambito Staunton de la defensa holandesa)
- 1.f3 d5 2.e4 dxe4 3.Cc3 es el gambito Gedult.